# Dumbría
Dumbría település Spanyolországban, A Coruña tartományban. Dumbría Carnota, Mazaricos, Vimianzo, Muxía és Cee községekkel határos. Lakosainak száma 2776 fő (2024).

## Népesség
A település népessége az utóbbi években az alábbiak szerint változott:
| Lakosok száma | 4488 | 4166 | 3970 | 3751 | 3652 | 3137 | 3085 | 2983 | 2927 | 2776 |
|               | 2001 | 2004 | 2006 | 2009 | 2011 | 2014 | 2016 | 2019 | 2021 | 2024 |